# Школа Глазго
Не путать со Школой искусств в Глазго

«Школа Глазго» (англ. Glasgow School) — объединение художниц и художников, возникшее в столице Шотландии, городе Глазго в 1900-х годах и составившее одно из важных стилевых течений в искусстве западноевропейского модерна.

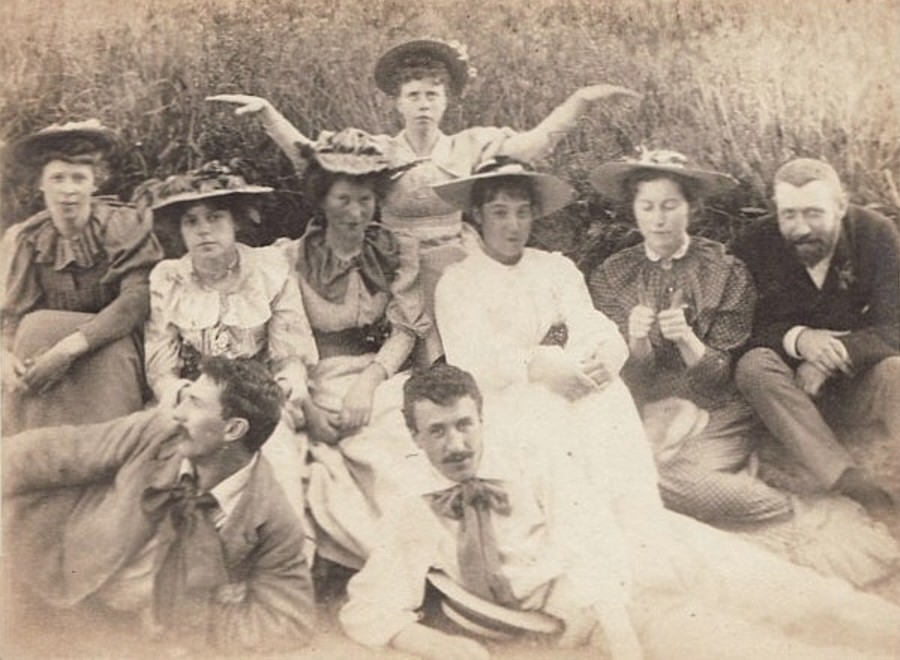
На переднем плане: Дж. Г. Макнейр и Ч. Р. Макинтош (справа); в среднем ряду (слева направо): Ф. Макдональд, К. Кэмерон, Дж. Эйткен, А. Ребёрн, Джесси Кеппи, Джон Кеппи; вверху: М. Макдональд. Ок. 1894 г.

## История и творчество «Группы четырёх»
Основатели группы, названные за общность эстетической программы и художественного стиля школой, составили «Группу четырёх» (The Group of Four), или просто «Четвёрку» (The Four), иногда иронично называемую «Школой призраков» (Spook School): художница Маргарет Макдональд, архитектор Чарльз Ренни Макинтош (муж Маргарет), друг Макинтоша, художник Джеймс Герберт Макнейр и его жена Фрэнсис Макдональд-Макнейр (сестра Маргарет). К «четвёрке» присоединилась Дж. Ньюбери, художница по тканям, преподавательница Школы искусств в Глазго, ректором которой был её муж Ф. Ньюбери.
Шотландские художники, по определению В. Г. Власова «сумели создать оригинальный стиль, основанный на строгих прямых линиях, значительно отличающийся от прихотливо изогнутых контуров „удара бича“ французского ар-нуво».
Чарльз Макинтош был единственным в группе профессиональным архитектором, при этом он был выдающимся декоратором, проектировщиком интерьера и мебели, рисовальщиком и живописцем-акварелистом. В архитектурных проектах он опирался на традицию сальского шотландского жилища, так называемого «вернакулярного стиля» (лат. vernaculus — родной) и «баронского стиля» средневековых шотландских замков, примыкая тем самым к общеевропейскому движению неоромантизма.
В своих графических работах Макинтош близок течению символизма, он искусно стилизовал природные формы, но его индивидуальный стиль корреспондировал с геометрическим течением венского модерна школы О. Вагнера. Сёстры Макдональд, родившиеся и выросшие в Англии, приехали в Глазго со своими родителями в 1890 году, и в последующие годы учились в Школе искусств в Глазго. Двое мужчин, с другой стороны, выросли в Глазго и в это время посещали вечерние занятия в той же художественной школе. Независимо друг от друга, обе пары пробовали свои силы в схожих стилях росписи и декорирования бытовых изделий.

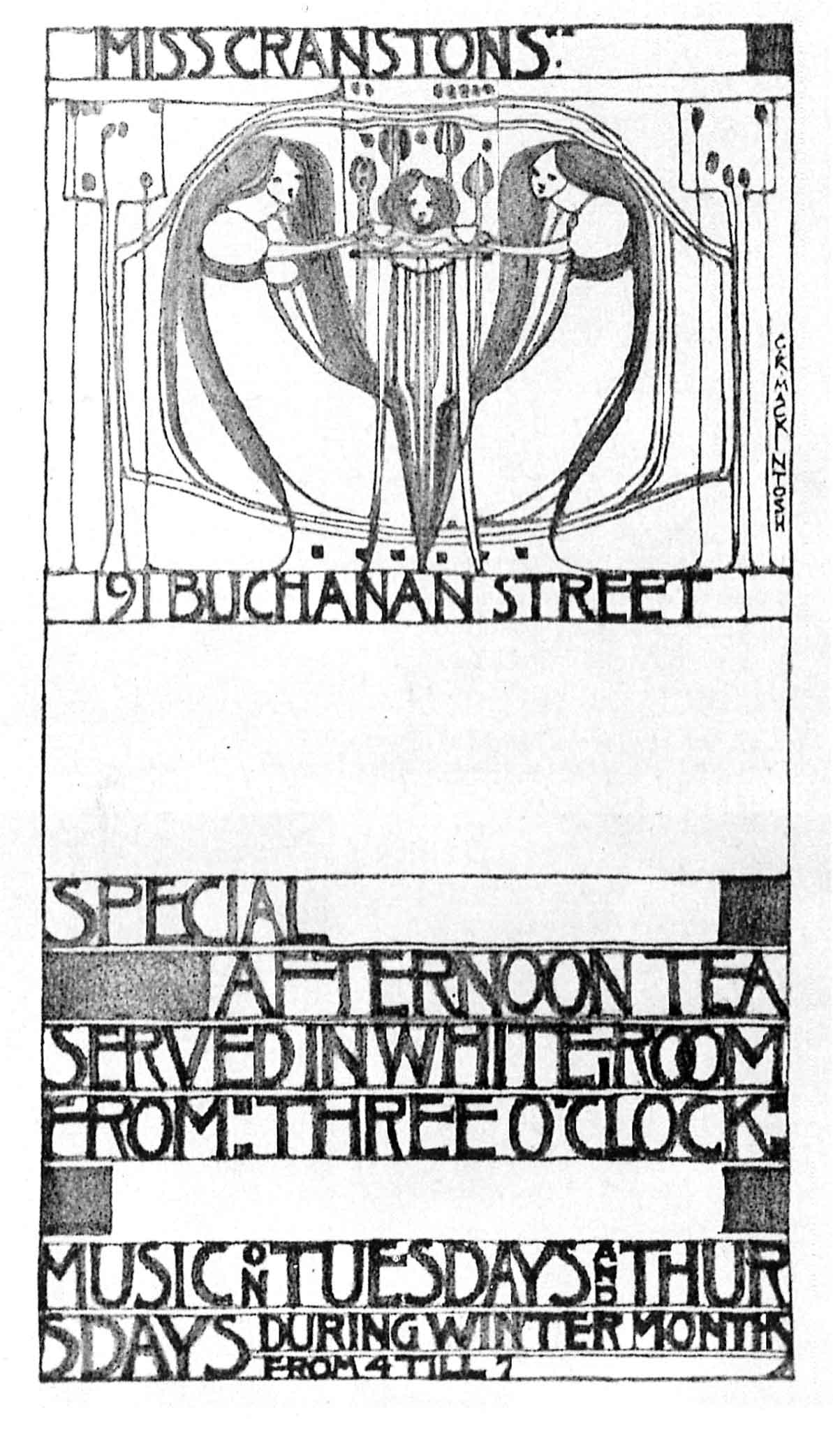
Ч. Р. Макинтош. Плакат Чайных комнат мисс Крэнстон в Глазго. 1897

Их общим стилем стал сплав «геометрического стиля Глазго», ретроспективных элементов «кельтского возрождения» и японизмов. «Стиль Глазго» развивал рационалистические традиции английского искусства: мастерских Уильяма Морриса «Искусства и ремёсла» и так называемого «староанглийского стиля» в архитектуре сельской Англии. Но в русле эстетики модерна этот стиль оказывался совершенно оригинальным. Особенно знаменитыми стали стулья Чарльза Макинтоша с высокими решётчатыми спинками.
Первая выставка группы состоялась в 1892 году, два года спустя «Четвёрка» добилась успеха в Выставочном обществе искусств и ремёсел в Лондоне. Однако изысканный и сдержанный вариант «шотландского модерна» не получил поддержки в среде художников английского движения «Искусства и ремёсла», они вызвали резкое осуждение на выставке «Искусств и ремёсел» 1896 года. «Этот конфликт, который закрыл шотландцам дорогу на выставки подобного рода в Англии, был внутренним конфликтом между национально-романтическими и космополитическими тенденциями в рамках модерна, конфликтом того типа, который неоднократно возникал в искусстве конца XIX — начала XX века».
Произведения Макинтоша и его «Группы четырёх» имели успех на первой Международной выставке современного декоративного искусства (l’Esposizione internazionale d’arte decorativa moderna) в Турине в 1902 году.

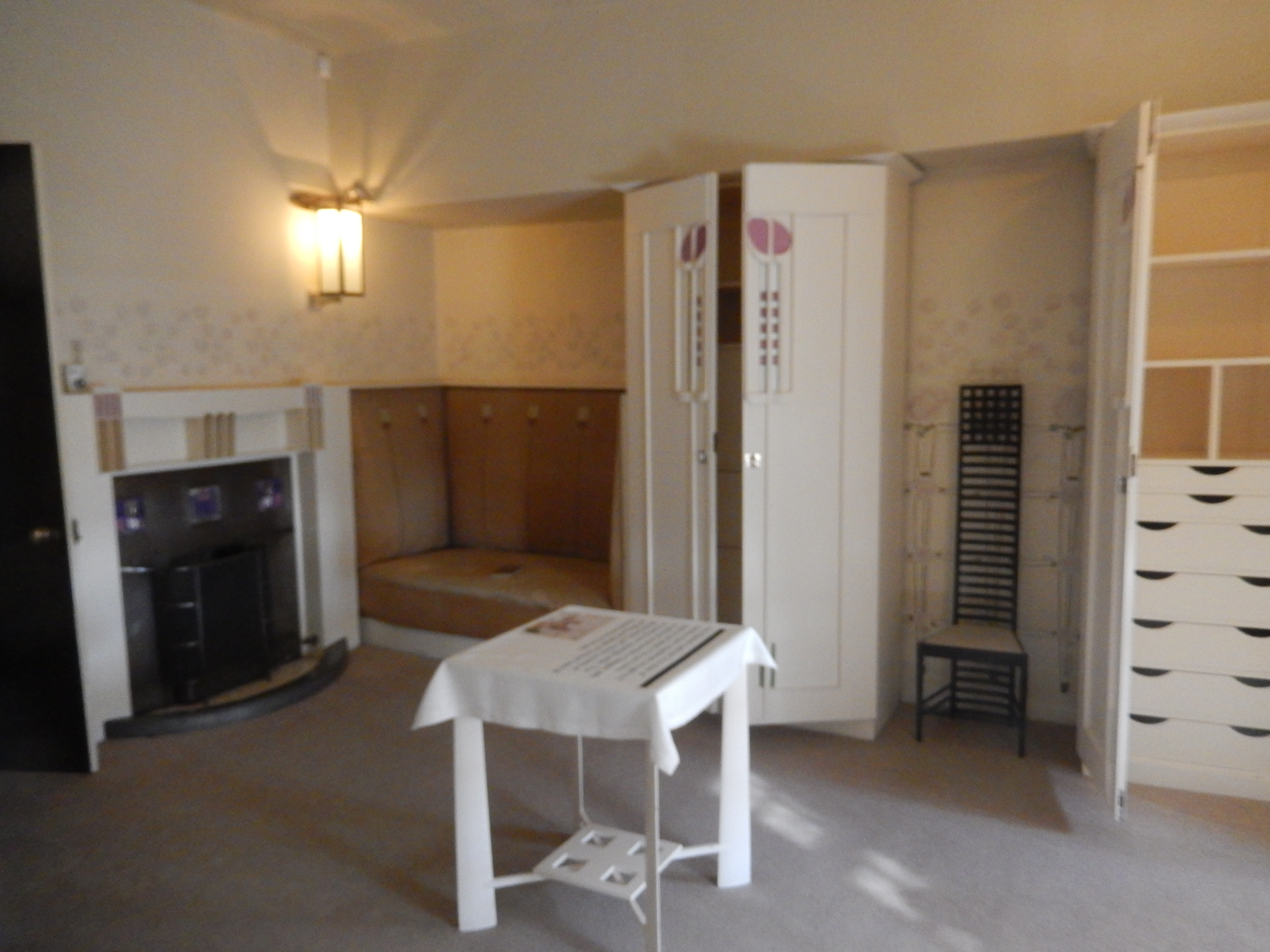
Хилл Хаус. Спальня. Архитектор Ч. Р. Макинтош. Хеленсборо, Шотландия
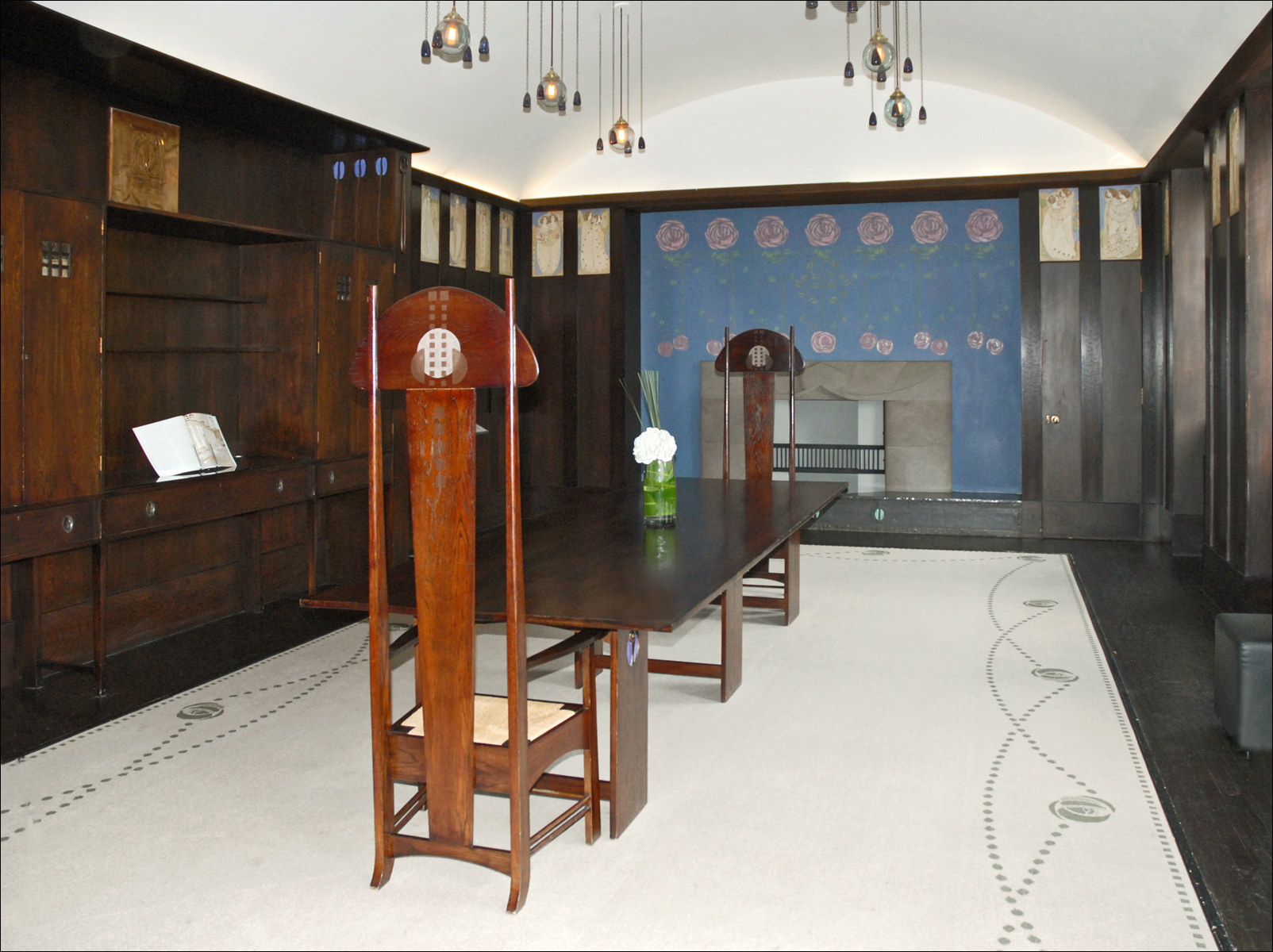
Ч. Р. и М. Макдональд. Дом любителя искусства. Столовая. 1901. Парк Беллахьюстон, Глазго
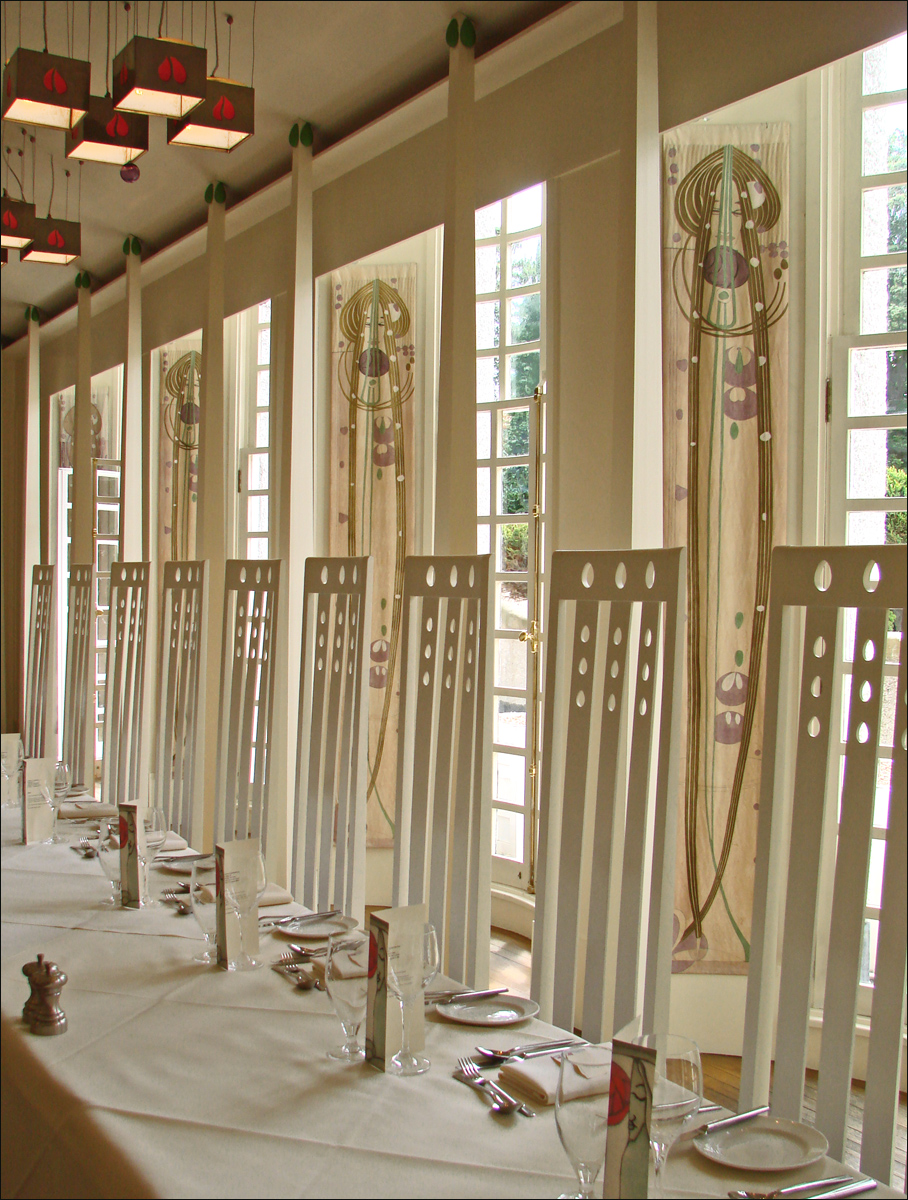
Дом любителя искусства. Музыкальный салон
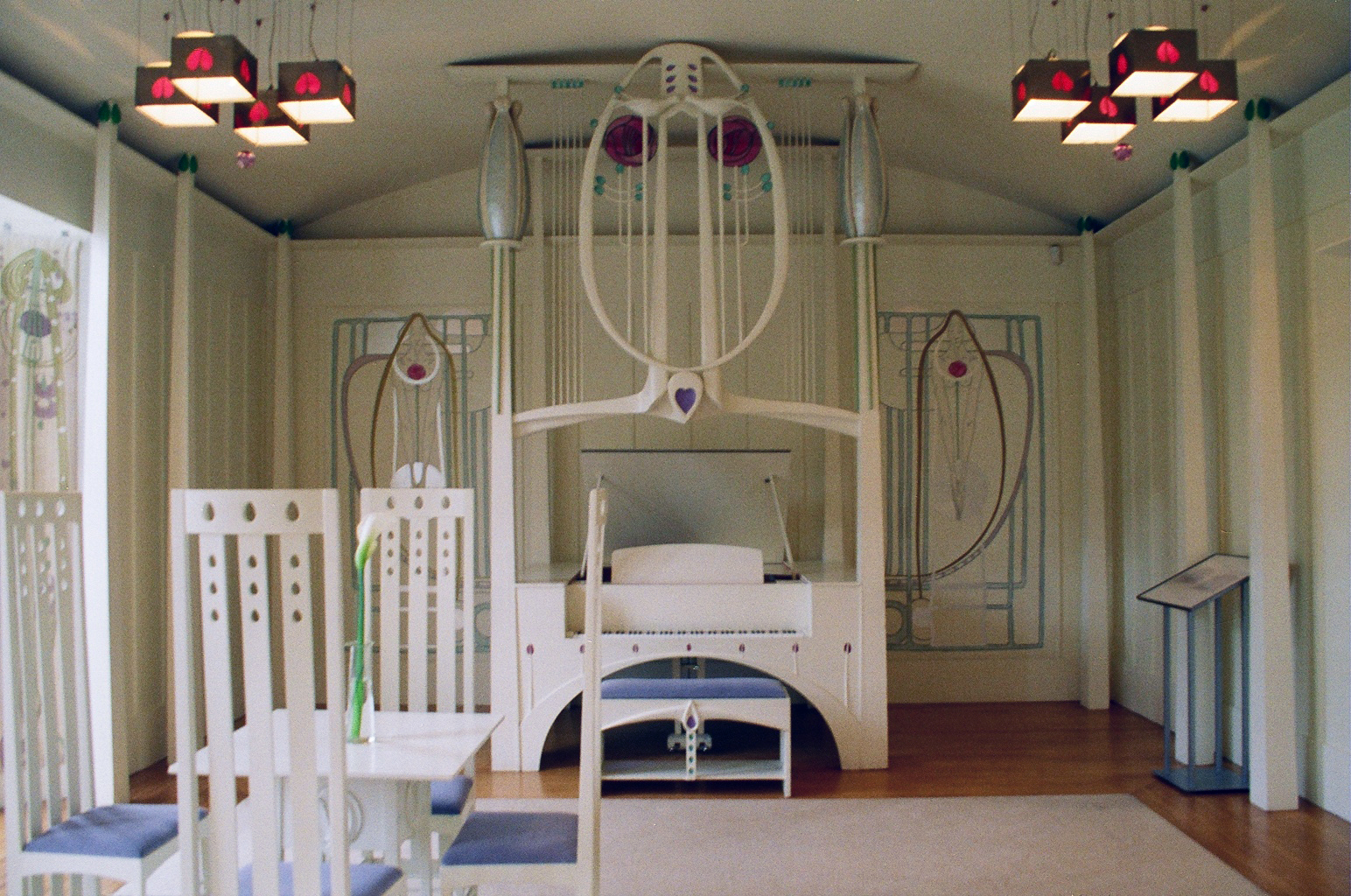
Дом любителя искусства. Музыкальный салон
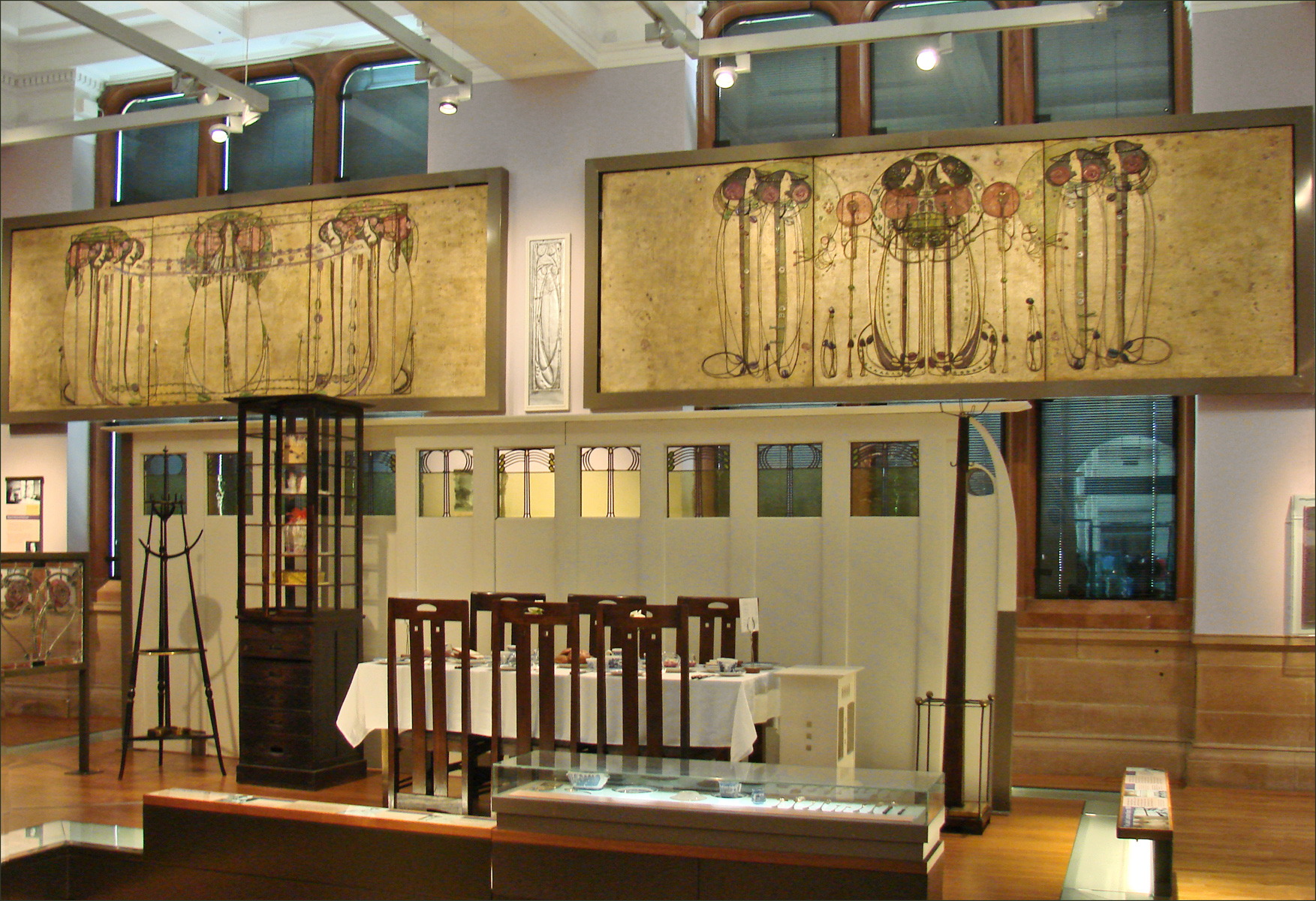
Столовая Келвингрув, Глазго
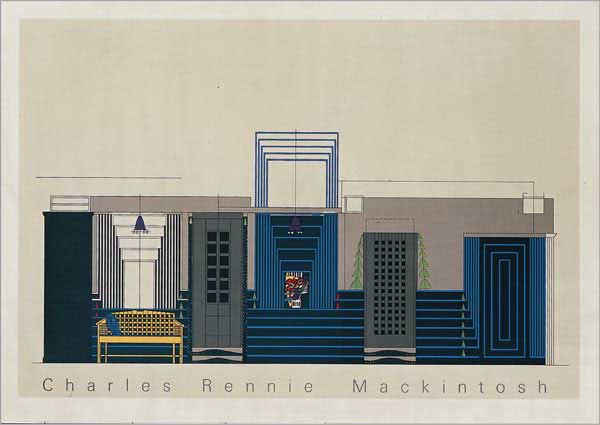
Ч. Р. Макинтош. Проект Чайной комнаты «Ива». 1917. Картинная галерея Университета в Глазго
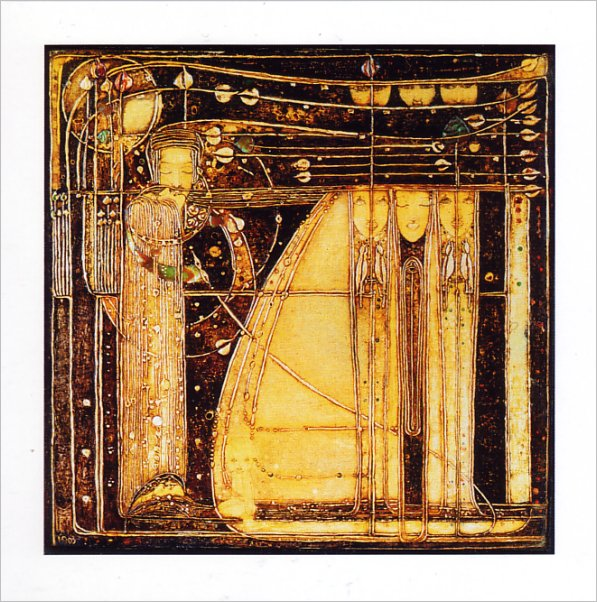
M. Макинтош. Панно «Опера ветров». 1903
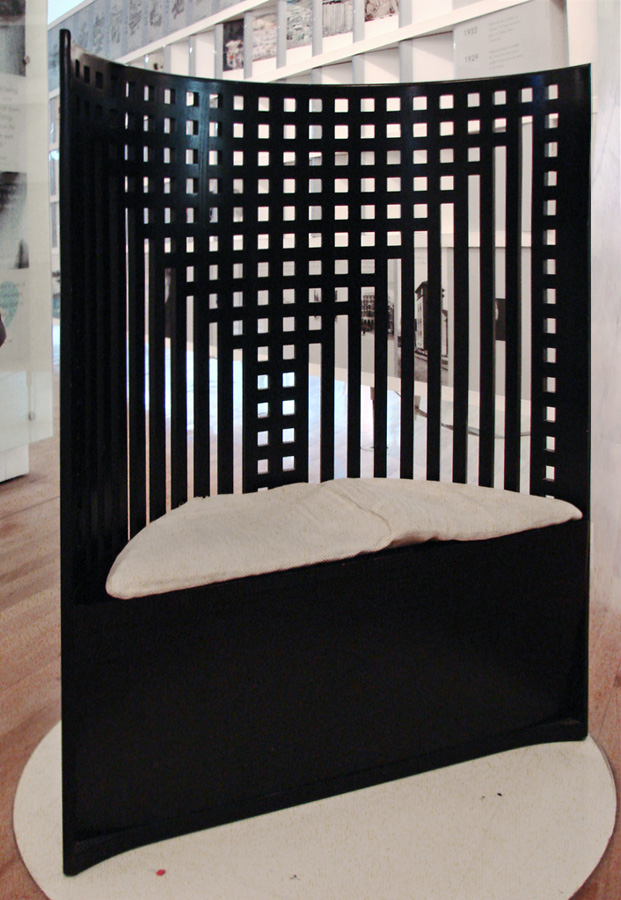
Кресло для Чайной комнаты «Ива». 1903. Лайтхаус, Глазго
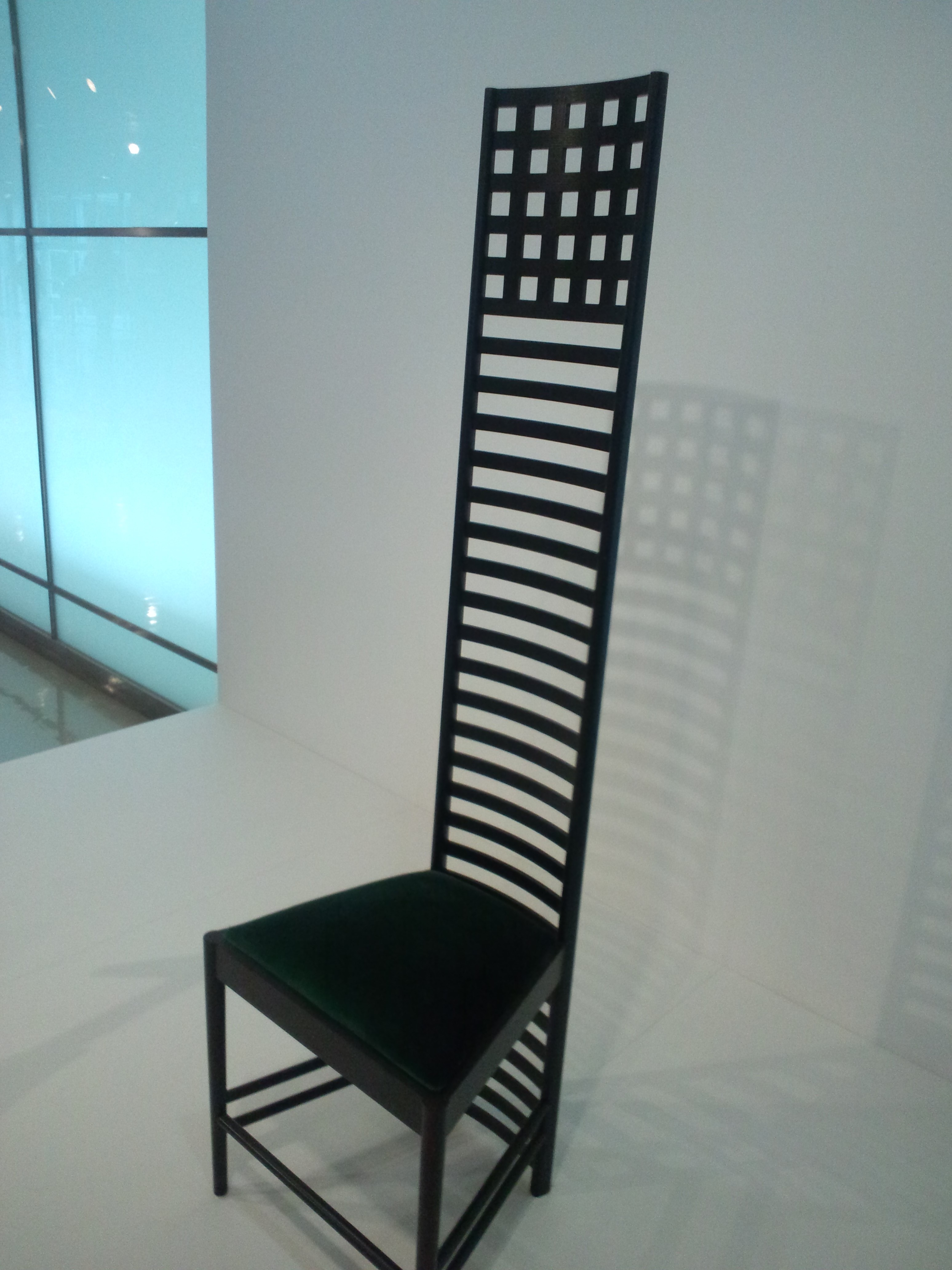
«Стул-лесенка». 1903
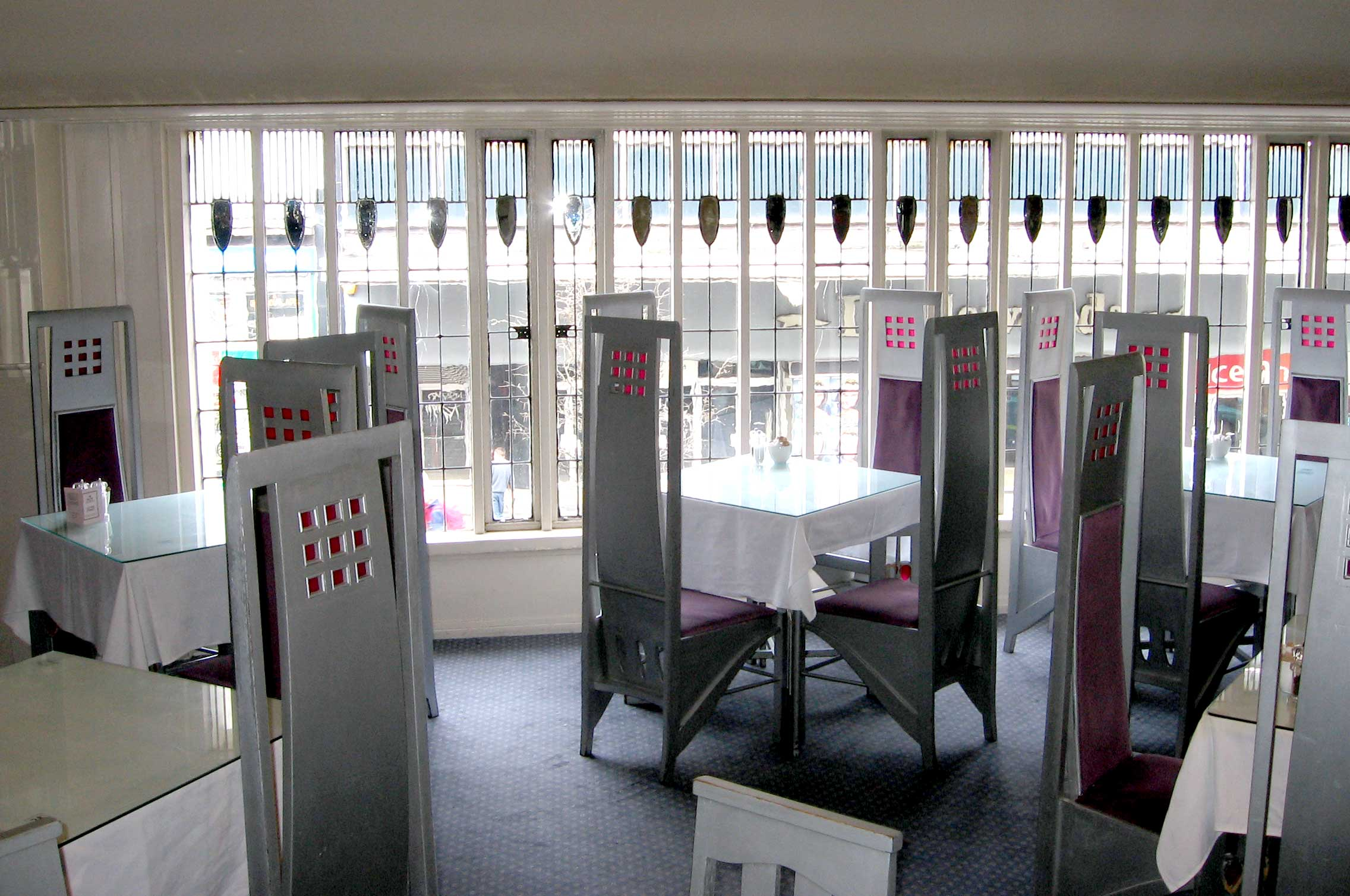
Интерьер Чайной комнаты «Ива». Саучихолл стрит, Глазго. Реконструкция 1997 г.

Отвергнутые в Англии работы шотландских художников были восторженно приняты на континенте. В 1900 году Маргарет Макдональд и Чарльз Ренни Макинтош приняли участие в выставке Венского сецессиона, которая сделала их известными. Творчество шотландцев, продемонстрированное на этой выставке, оказало значительное воздействие на австрийских художников, таких как Густав Климт и Йозеф Хоффман, и на работу Венских мастерских. Великий князь Сергей Александрович, посетивший выставку в Вене, предложил художникам организовать такую же выставку в Москве. Она состоялась в 1902—1903 годах. В «Московской выставке архитектуры и художественной промышленности нового стиля» (декабрь 1902—январь 1903 года) вместе с русскими художниками приняли участие супруги Макинтош, Йозеф Ольбрих, Петер Беренс.
В проектах оформления интерьеров «группы четырёх» использовались натуральные материалы: дерево, керамика, медь, латунь. Строгие линии и выверенные пропорции сообщали их проектам качества гармонии. Макинтош определял свою любимую гамму в духе эстетики символизма как состоящую из «светлых женских» и «тёмных мужских» тонов.
Наиболее яркие примеры «нового шотландского стиля» Группы четырёх во главе с Макинтошем представляют собой интерьеры «Чайных комнат» (The Willow Tearooms — Комнаты ивового чая) — сети кафе на улицах Глазго, устроенных Мисс Кейт Крэнстон, предложившей многим художникам, в том числе Макинтошу, оформить их интерьеры. Работа Макинтоша стала классикой шотландского модерна.

## Последователи «Школы Глазго»
Создание Чарльзом Макинтошем и его сотрудниками оригинального стиля шотландского модерна в архитектуре, оформлении интерьера и мебели имело продолжение в живописи и графике. Последователей «Группы четырёх» в англоязычной историографии называют несколько вульгарно «Девушки Глазго» (Glasgow Girls) и «Юноши Глазго» (Glasgow Boys).
Большая коллекция их работ находится в Художественной галерее и музее Келвингроув в Глазго, где один из залов посвящён группе «Глазго Бойз». Также произведения представителей Школы Глазго можно увидеть в Burrell Collection, Broughton House, Paisley Museum и Hunterian Museum and Art Gallery.
Группа «Глазго Гёрлз» включала художниц, среди которых были участницы «Четвёрки» Маргарет и Фрэнсис Макдональд, а также Джесси Кинг, Энн Макбет, Элизабет Макникол, Нора Грей, Энни Френч, Элен Пэкстон Браун, Джесси Ньюбери, Стэнсон Дин Стевенсон, Элеонор Аллен Мур и другие. Некоторые из них обучались в Школе искусств Глазго, занимались общественной деятельностью — выступали за женское избирательное право.
C приобретением известности «Четвёрки», сложилось сообщество шотландских мужчин-художников, приверженцев их стиля. Эта группа стала называться «Глазго Бойз». Работая в стиле импрессионизма и постимпрессионизма, они писали сельские пейзажи и сцены городской жизни в Глазго и его окрестностях. Среди художников, связанных с этой группой, были Джозеф Кроухолл, Томас Доу, Джеймс Гатри, Джордж Генри, Эдвард Хорнел, Эдвард Уолтон, Джон Лавери, Александер Роше, Артур Мелвилл, Томас Мортон, а также многие другие. Джеймс Патерсон и Уильям Макгрегор были ведущими фигурами в этой компании шотландских художников. Многие из них обучались в Школе искусств Глазго.

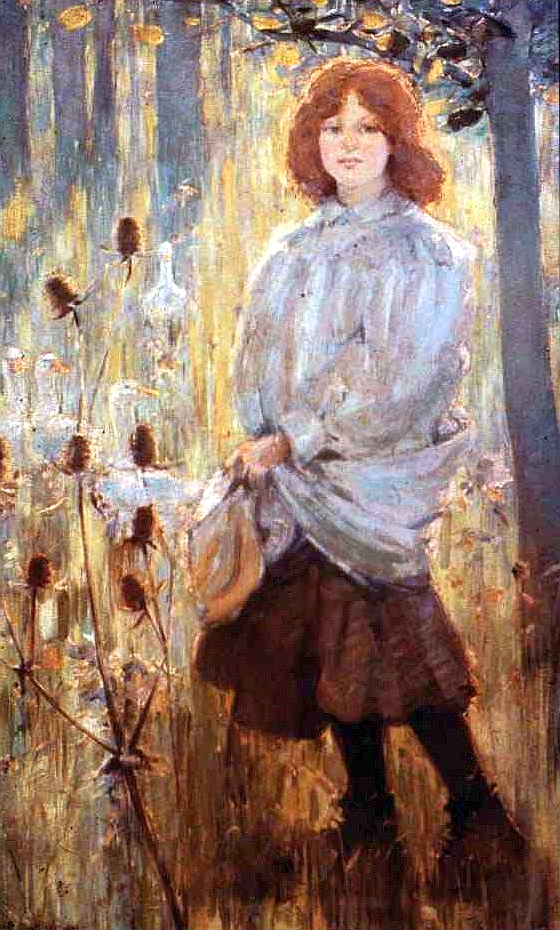
Э. Макникол. Девушка-гусь. 1898. Холст, масло
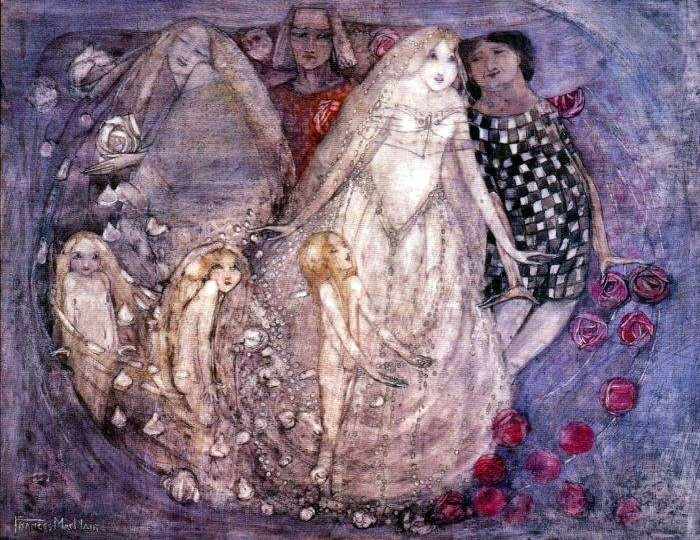
Ф. Макдональд. Парадокс. 1905. Бумага, акварель
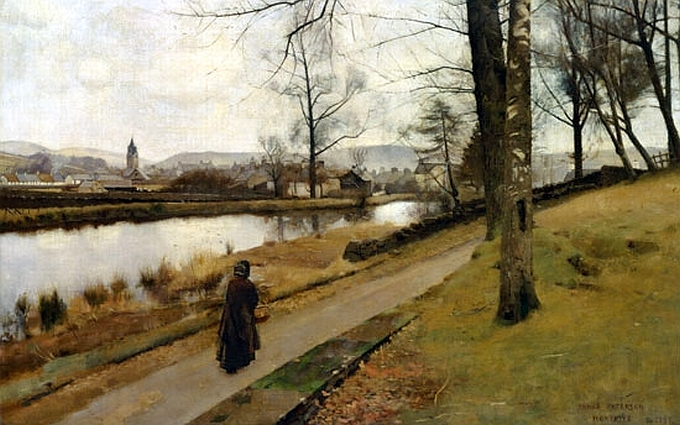
Дж. Патерсон. Последний поворот, Зима. 1885. Картон, масло
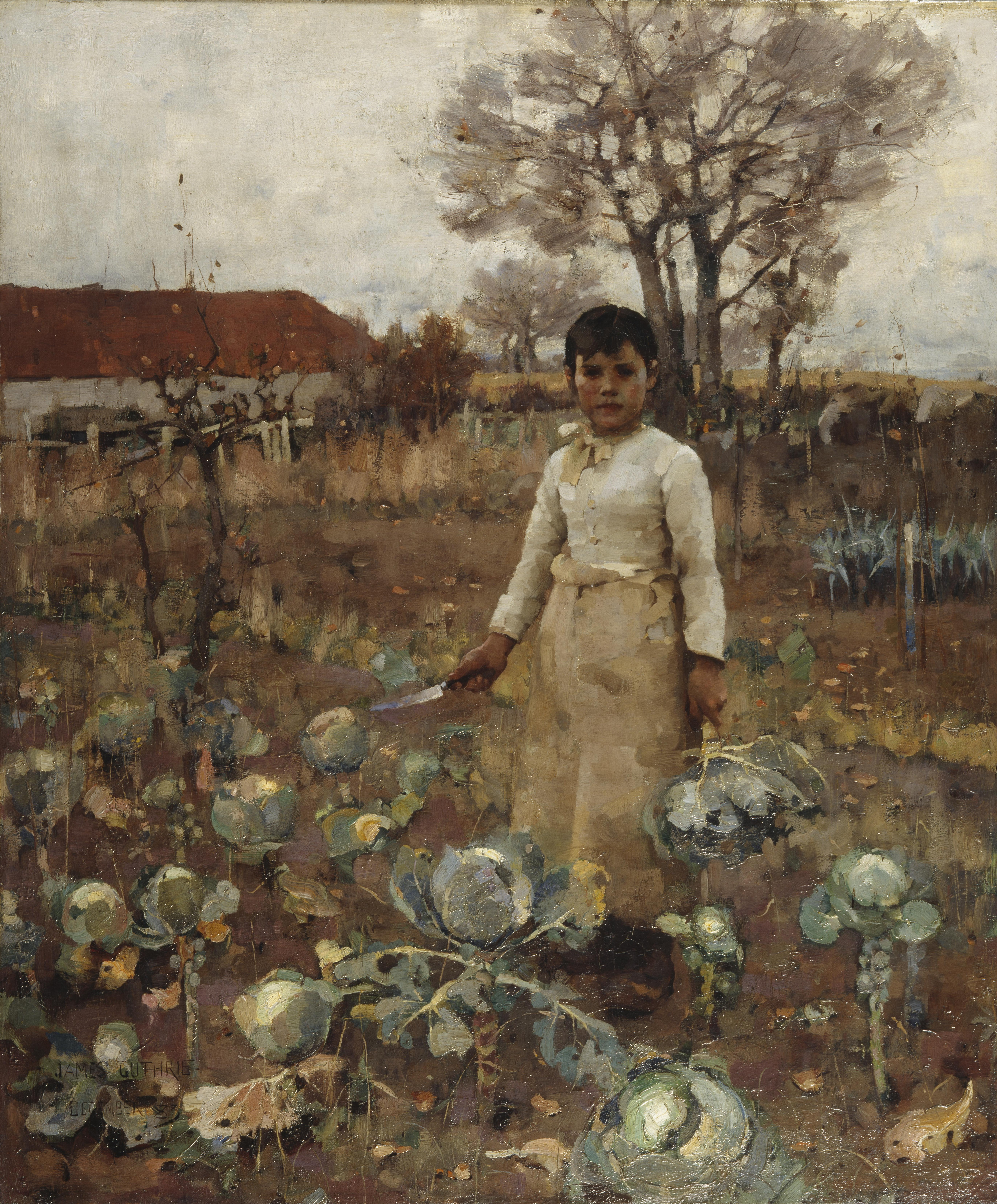
Дж. Гатри. Дочь Хинда. 1883. Холст, масло
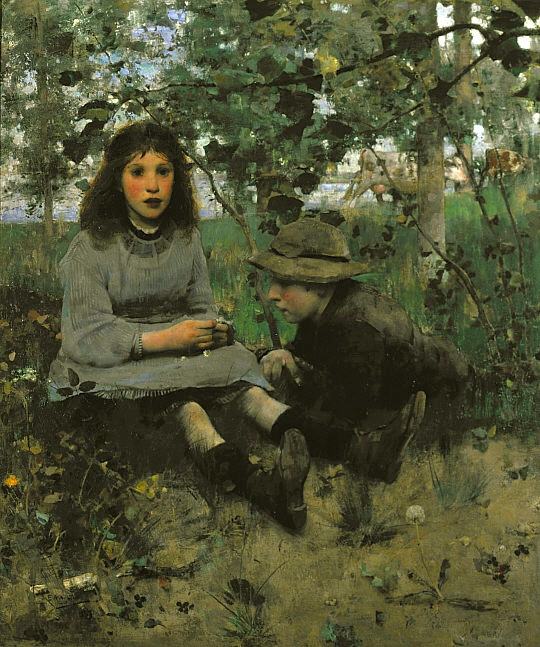
Э. Уолтон. Мечты. 1885. Холст, масло
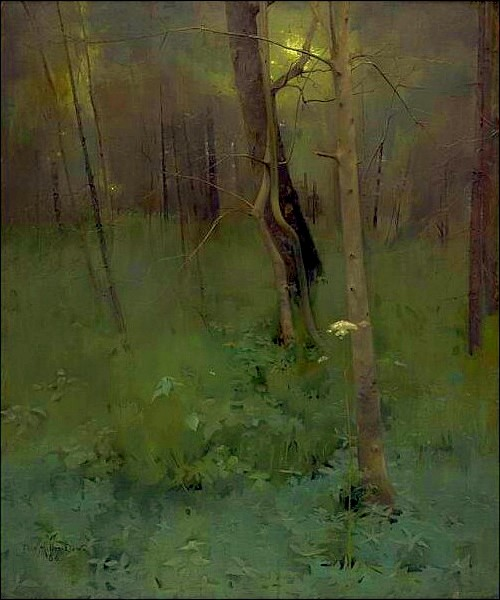
Т. Доу. Деревья. 1886. Холст, масло